# لئون برونشویگ

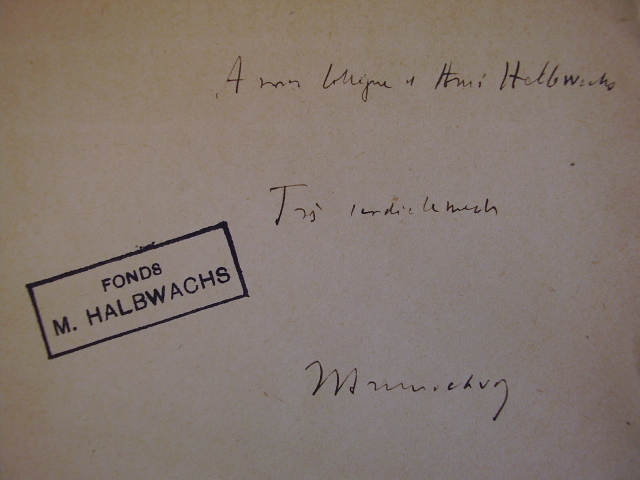
دست نوشته و امضا لئون برونش ویگ

لئون برونشویگ (به فرانسوی: Léon Brunschvicg) (زادهٔ ۱۰ نوامبر ۱۸۶۹ در پاریس — درگذشتهٔ ۱۸ ژانویهٔ ۱۹۴۴ در اکس له بن) فیلسوف ایدئالیست فرانسوی سدهٔ نوزدهم و بیستم است. او به دو معنا ایدئالیست است. از یک‌سو می‌خواهد کانت و هگل را ادامه دهد و کامل کند. از سوی دیگر به افلاطون، دکارت، اسپینوزا، و حتیٰ پاسکال می‌پیوندد و از آنان اندیشه‌هایی در نظام خود می‌گیرد. وی هوادار ریاضیات‌گرایی و قراردادگرایی به غایت اصولی است و در ریاضیات بالاترین مرتبه‌ای را می‌بیند که تفکر انسانی به آن تواند رسید.